# شمر
شمر بن ذی الجوشن، فرزند شُرَحبیل بن اَعْوَر بن عمرو، فرمانده لشکر کوفیان و قاتل حسین بن علی در نبرد کربلا بود. وی سرانجام در پی خونخواهی و قیام مختار ثقفی، کشته شد.

## در زمان علی بن ابی‌طالب
شمر بن ذی الجوشن ضبابی، از مردم کوفه بود. او قاتل حسین پسر علی است. وی در دوران خلافت علی بن ابی‌طالب طرفدار وی به‌شمار می‌رفت و در جنگ صفین با معاویه در سپاه علی بن ابی‌طالب حضور داشت و در همان جنگ (صفین) جانباز شد اما پس از آنکه حسن بن علی با معاویه مصالحه کرد، از آل علی خشم گرفت و به خوارج ملحق شد.

## واقعهٔ عاشورا
سال ۶۱ هجری قمری با حرکتِ حسین بن علی به‌سوی عراق، شمر اخبارِ این حرکت را دقیقاً پیگیری می‌کرد. در تاریخ این واقعه، شمر بن ذی الجوشن در چند جا نقش اساسی داشت:
1. از جمله افرادی بود که «عبیدالله بن زیاد» حاکم کوفه، او را برای پراکنده کردن مردم کوفه از اطراف مسلم بن عقیل، یار حسین بن علی، به دارالاماره فرستاد.
2. زمانی که عمر بن سعد، فرمانده لشکر کوفه در نامه‌ای برای حاکم کوفه نوشت که حسین بن علی حاضر شده که یا برگردد یا با او بیعت کنند «عبیدالله حاکم کوفه» نظر داد که باید پذیرفت ولی وقتی شمر از این نامه مطلع شد، او را منع کرد و گفت که اگر حسین بن علی خود را تسلیم نکند و برود، بعداً قدرتمند می‌شود. پس بهتر است نگذارید برود. عبیدالله هم نظر شمر را قبول کرد او را فرمانده سپاه با ۴۰۰۰ جنگجو کرد و همراه با نامه‌ای به طرف عمر بن سعد فرمانده کوفه در کربلا فرستاد، تا از حسین بخواهد که یا تسلیم شود یا به جنگ تن در دهد و به دنبال این نامه، گفت ای عمر سعد، اگر اینکار را انجام نمی‌دهی از لشکر ما کناره بگیر و لشکر را به شمر بن ذی الجوشن واگذار.
3. در روز عاشورا او فرمانده پیاده‌های لشکر کوفه بود.
4. در میان مورخان اتفاق نظر است که کسی که به فرمان عمر بن سعد، سرهای کشته‌های سپاه حسین را نزد «ابن زیاد» برد، او بود و از طرف ابن زیاد هم، سرهای کشته‌ها را مجدداً به همراه چند نفر دیگر، نزد یزید حاکم وقت شام برد.[نیازمند منبع]

## مرگ
زمانی که مختار ثقفی در سال ۶۶ هجری برای خونخواهی حسین بن علی قیام کرد، شمر از کوفه فرار کرد. یکی از غلامان مختار، به دنبال او رفت ولی شمر، غلام را کشت و بعد به قریه دیگری فرار کرد و از آنجا هم باز به قریه «کلتانیه» تا اینکه سپاهیان مختار در آنجا، او را محاصره کردند. یاران شمر همگی پا به فرار گذاشتند. خود او هم فرصت نکرد تا لباس رزم بپوشد، پارچه‌ای به خود پیچید و با نیزه در مقابل سپاه مختار ایستاد تا اینکه از پای درآمد. در روایتِ دیگری؛ سردار ایرانی سپاه مختار به نام کیسان (ابوعمره)، شمر را دستگیر کرد و نزدِ مختار آورد. مختار ثقفی، سر او را از بدن جدا کرد و بدنش را درونِ دیگی پر از روغنِ جوشان انداخت. سپس، یارانِ مختار سرش را لگدکوب کردند و نزد محمد بن حنفیه فرستادند تا تسکینی بر وی باشد. البته چند روایت در مورد نحوه قتل وی وجود دارد.
در روایتی دیگر گفته شده که بدنِ او را به کیفرِ کاری که کرده بود، تکه‌تکه کرده و خوراکِ سگ‌ها کردند.

## نسبت با ام البنین
شمر برخلاف باور رایج بین برخی مردم برادر ام البنین نیست. شمر بن ذی الجوشن و ام البنین، هر دو از نسل «کلاب» می‌باشند. هر کدام با چند واسطه به «کلاب» می‌رسند. «کلاب» یازده پسر داشت. نام یکی از آنان «کعب» و نام دیگری «ضباب» است. ام البنین از نسل «کعب» و شمر، از نسل «ضِباب» است. نسب ام البنین: ام البنین بنت حزام بن خالد بن ربیعه بن وحید بن کعب بن کلاب. نسب شمر: شمر بن ذی الجوشن (جمیل) بن اعور (عمرو) بن ضِباب (معاویه) بن کلاب. عباس بن علی نوه دختری کلاب و شمر نوه پسری کلاب است.